# Mosquito Lagoon
Le Mosquito Lagoon est un lagon situé sur la côte atlantique de la Floride aux États-Unis.

## Histoire
Pendant la Guerre de Sécession, les soldats confédérés utilisaient Shipyard Island dans le lagon pour effectuer des réparations sur les  bateaux endommagés, et Orange Island abritait autrefois une très grande plantation.
Pendant la Prohibition, les Bootlegger y faisaient de la contrebande de whisky et de spiritueux à travers le cœur de la lagune pour échapper aux contrôles des forces de l'ordre.
En décembre 2005, Winter, le célèbre dauphin pour sa prothèse de queue (dont l'histoire a été raconté dans le film L'Incroyable Histoire de Winter le dauphin), a été sauvé dans le Mosquito Lagoon.

## Description
Le Mosquito Lagoon est situé dans la partie nord de l'Indian River Lagoon et de l'Intracoastal Waterway. Il s'étend de Ponce de Leon Inlet dans le comté de Volusia, en Floride, à l'extrémité nord de Merritt Island. Il est connecte à l'Indian River via le canal Haulover. La lagune divise la ville de New Smyrna Beach. 
Le lagon possède des eaux peu profondes et il n'y a quasiment pas de marées mesurables. Le niveau d'eau dépend plus de la force du vent que de l'influence lunaire.
Le Mosquito Lagoon est célèbre pour la pêche au red drum et c'est une destination bien connue pour les ornithologues et les excursions dans la nature. L'organisation The Nature Conservancy coordonne un projet de réintroduction de l'huitre, élaboré par l'University of Central Florida. L'objectif est de restaurer environ 160,000 m2 d'habitat pour les huîtres  à l'intérieur du Canaveral National Seashore.
En 2012, une Efflorescence algale a pollué la lagune. Le comté a lancé une enquête sur cette pollution afin de l'éviter.

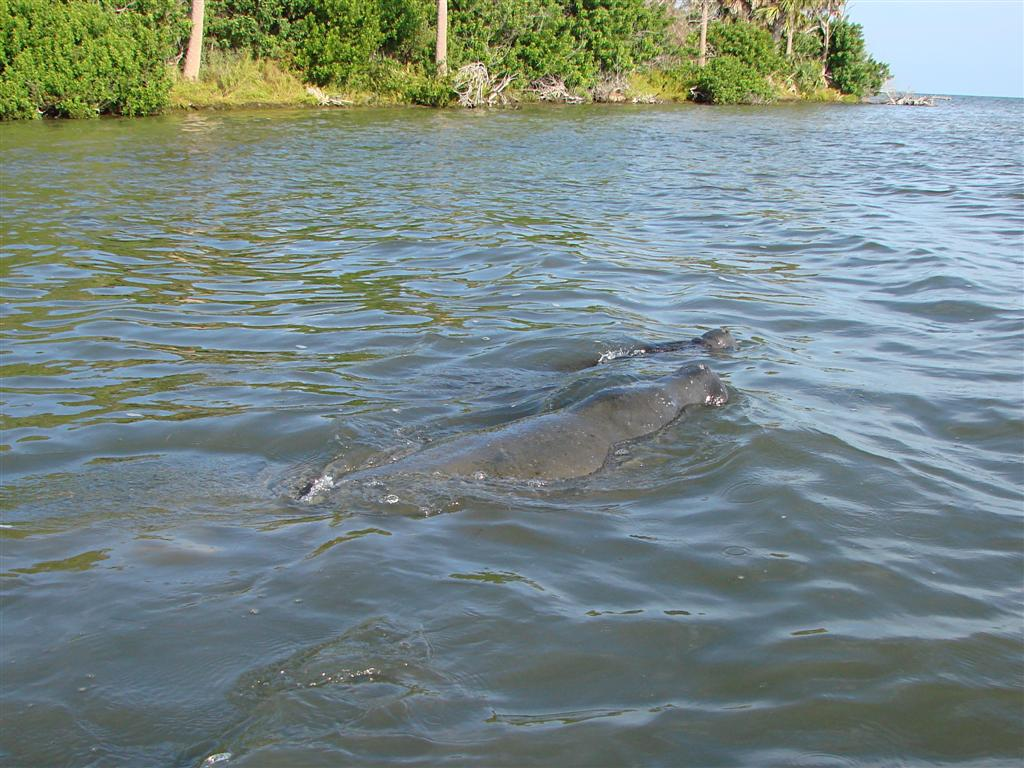
Lamantin dans le Mosquito Lagoon.